# 回龙水库
回龙水库是中国四川省广安市岳池县境内的一座水库，位于渠江支流西溪河上，建于1959年。水库正常库容为1173万立方米，集雨面积为70平方千米，海拔为422.45米。